# Trabajo en Asia

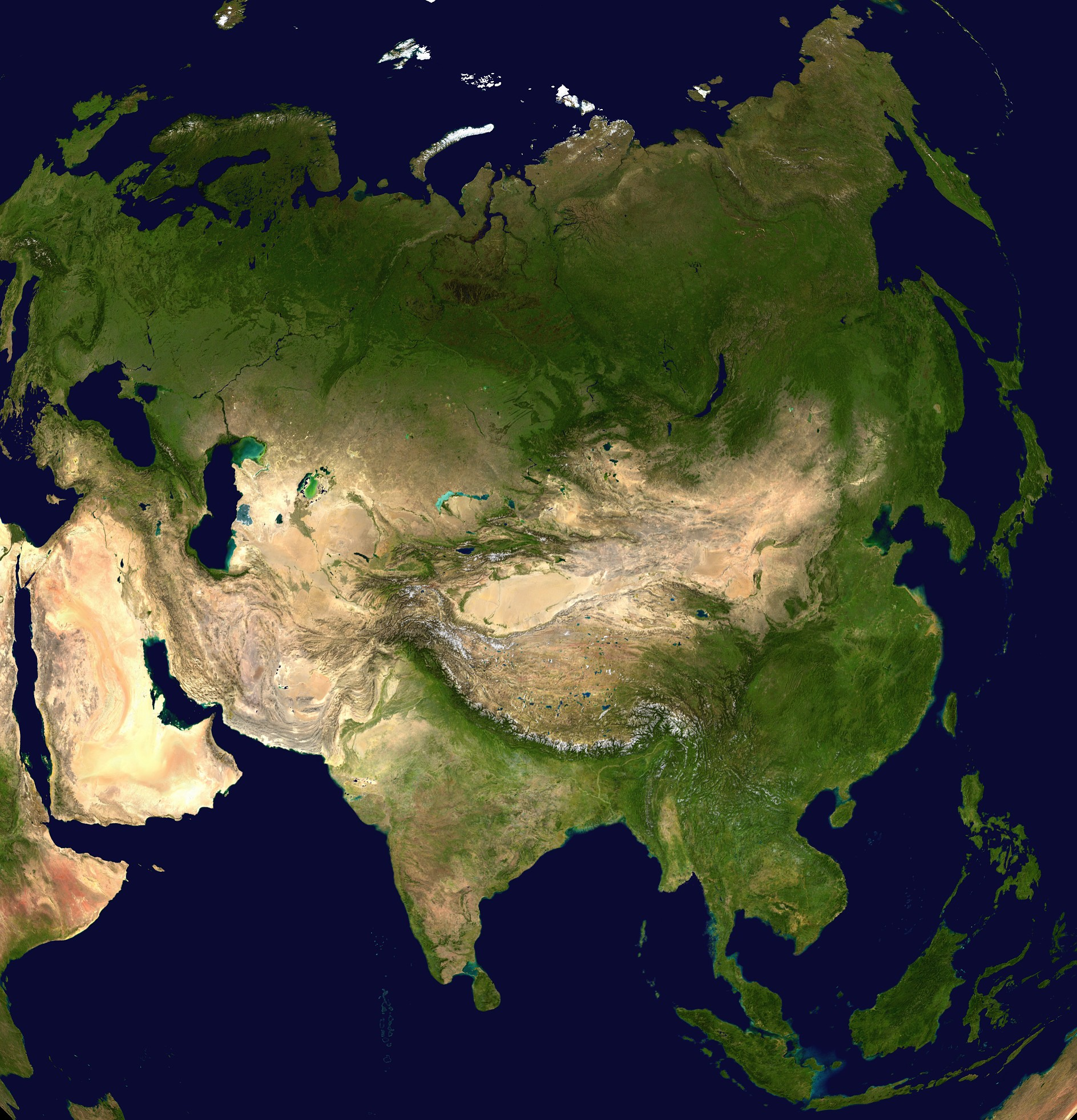
Continente Asiático

En Asia en comparación con otros países hay un alto índice de empleabilidad algo que podría verse como una ventaja del continente, sin embargo, este hecho se debe a que está ocultando la falta de trabajo decente, la mayoría de las personas habitantes de ese continente tienen empleos mal remunerados los cuales están por debajo del mínimo para tener buenas condiciones de vida, en condiciones insalubres, riesgosos tanto en su salud física y en la salud y en malas condiciones, son empleos que no les garantizan salir de la pobreza con el pasar del tiempo.
Por otra parte, Filipinas incrementó la migración hacia el extranjero, hecho que beneficia sumamente al continente en varios aspectos dado que se ha convertido en punto clave para generar ingresos extranjeros, ya que el salario de otros países es altamente mejor que en Asia, por otra parte, el descenso de población ha ayudado a disminuir el desempleo, se estima que Filipinas está entre los países con mayor cantidad de emigrantes dado que  5.377.337 filipinos viven en el extranjero, lo que representa un 5,01% de su población.

### Migración de trabajadores de Asia
La migración de Asia a Norteamérica y Europa representa gran parte del incremento en la cantidad de migrantes asiáticos fuera del territorio; la cifra total de migrantes extrarregionales aumentó a 44,6 millones en 2019, cifra equivalente a aproximadamente 11% más que los 40 millones registrados durante el año 2015.
De acuerdo con la revista científica “Razón y palabra”, la principal causa de migración en Asia hace referencia a la búsqueda de mayores ingresos.  En este sentido, el elevado nivel de desempleo y pobreza presente, actúa como un factor de impulso ante la decisión de emigrar.
La desigualdad económica entre grupos de países asiáticos se ha presentado como un factor sustancial, a razón de ingresos per cápita que van desde un mínimo de USD 200 en los países más desfavorecidos a alrededor de USD 35 a USD 40 000 en los países avanzados. Un ejemplo en este punto son países como Japón, la República de Corea, Taiwán provincia de China, Singapur y Hong Kong, los cuales han tenido un desarrollo récord durante la década de 1970 y 1980 ocasionando lo que se ha descrito como “el milagro económico de Asia oriental".
Atraídos por redes sociales de amigos y familiares que actualmente ya trabajan en los países de destino, debido a que son fuentes de información y de anclaje en función de los recién llegados, los cuales presentan un sentido de exploración o curiosidad por la demanda emergente de trabajo, donde el país receptor puede proporcionar la oportunidad requerida.  

### Explotación laboral en Asia oriental
Sabemos que las empresas más grandes de las industrias textiles, tecnológicas, mineras y manufactureras han mejorado sus costos de producción mediante la maquila de sus productos en Asia, esto provoca que los obreros que trabajan en estas fábricas reciban un salario muy bajo, que tengan arduas jornadas laborales, malos tratos y una pésima calidad de vida. Sumado a esto, se sabe que en China se ha extendido el horario de trabajo en una jornada laboral, que en algunas ocasiones llega a durar 72 horas, siendo esta la causa del fallecimiento de algunos empleados, a pesar de ello grandes tecnológicas de este país están defendiendo estas prácticas y las están implementando en sus compañías.
Otro claro ejemplo de la explotación laboral que se vive en Asia es la de Bangladés, este país es conocido por ser la opción favorita de muchas empresas textiles, lo cual ha ocasionado que millones de trabajadores sufran de trabajo excesivo, forzado e ilegal en algunos casos, tales como la explotación infantil. Se estima que hay 60 millones de niños en Bangladés, de los cuales el 15% trabaja de manera ilegal. Desafortunadamente estas prácticas se siguen incrementando a causa de la pobreza extrema y la sobrepoblación que viven muchos países en Asia.

### Derechos laborales en China

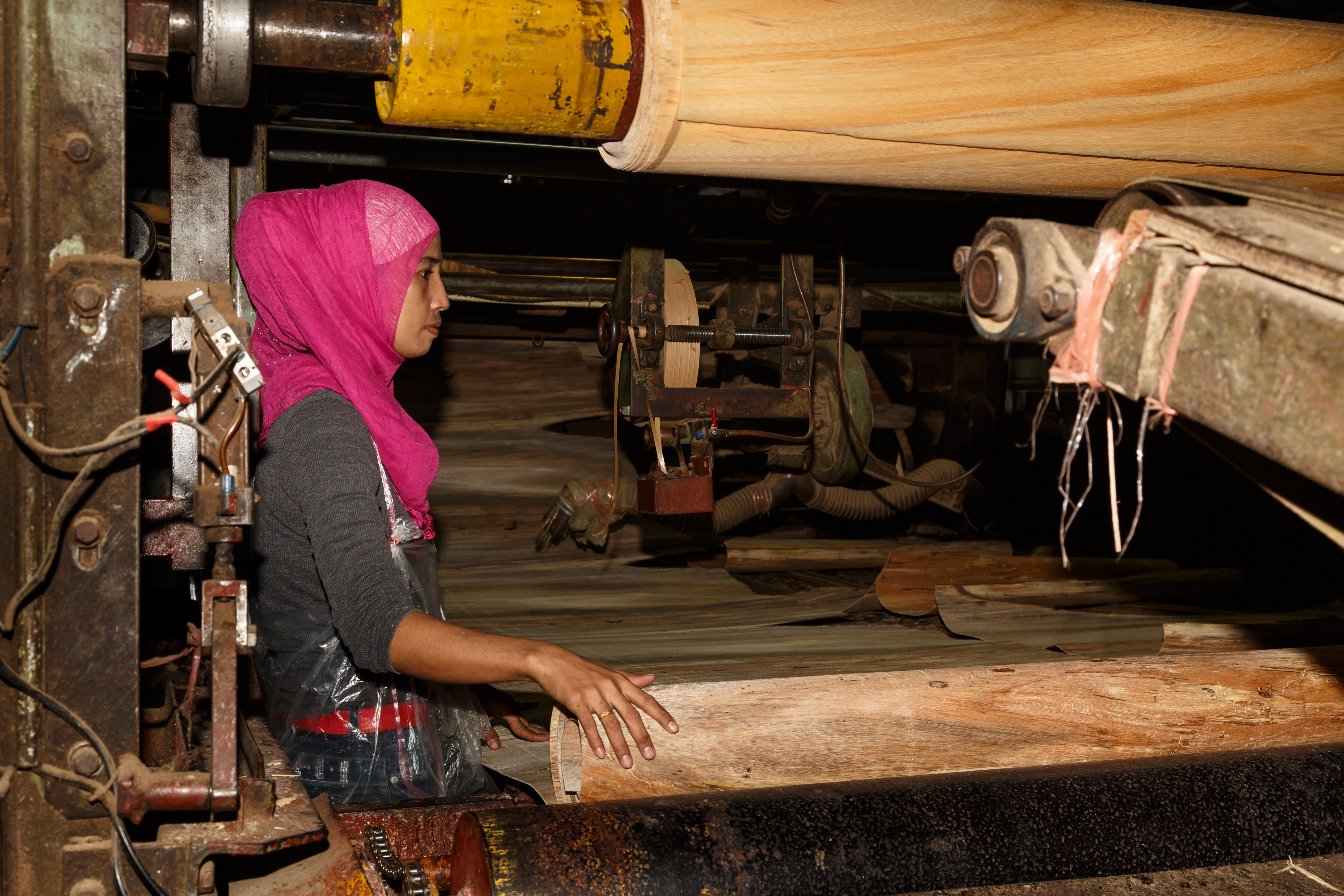
Fábrica de madera contrachapada en malas condiciones.

Los derechos laborales en China están siendo vulnerados debido a una evidente y precaria aplicación. Algunas de las legislaciones laborales vulneradas con una mayor frecuencia son referentes a los salarios, jornadas laborales del trabajador, medidas de seguridad en general y algunas coberturas sociales como lo son seguro de gastos médicos; aproximadamente un 25% de los trabajadores son remunerados con un salario por debajo del mínimo y un 95% gana menos de lo estipulado en sus contratos. Algunos sectores como lo es el de la construcción cuenta con un problema en el que los trabajadores no son beneficiados por los salarios o son retrasados por tiempo indefinido.
El Reglamento del Consejo de Estado sobre las horas de trabajo de los empleados promulga una jornada laboral de 8 horas diarias y 40 horas semanales para cualquier empresa, institución, sociedad civil u cualquier otro tipo de organización. La jornada diaria máxima debe contemplar un descanso de una hora mínima; Cada estado debe estar obligado a otorgar anualmente vacaciones pagadas para cada trabajador, esto a partir del primer año cumplido. La ley obliga a cada empleador a emplear en sus estatutos aspectos como la seguridad y la salud laboral, están obligados a proveer de capacitaciones y cualquier medio para asegurar la seguridad de los trabajadores. La ausencia de dichos estatutos para la seguridad y salud laboral puede ser causante de una recesión de contrato por parte de los trabajadores. El que el empleador obligue a sus trabajadores a laborar en condiciones inadecuadas o de alto riesgo puede estar sujeto a castigos o faltas administrativas, así como procesos legales, compensando al trabajador por la compensación de los daños a la salud.

### Tasa de desempleo en Asia
Algunos problemas concurrentes en los mercados laborales asiáticos son la informalidad y los empleos vulnerables. A pesar del crecimiento económico reflejado durante las últimas dos décadas en las regiones asiáticas y del pacifico, se siguen enfrentando a debilidades estructurales.

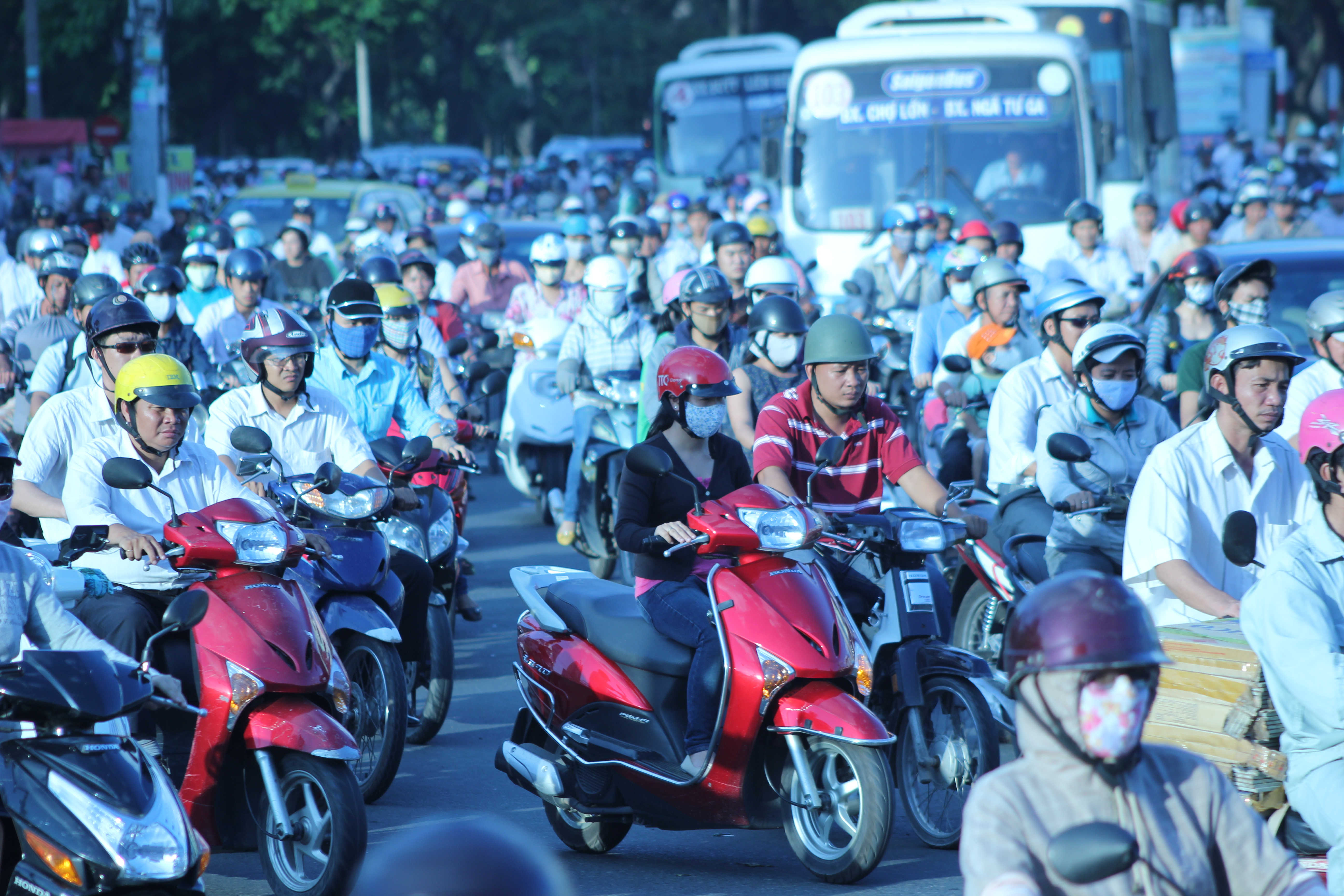
Sobrepoblación en calles de Vietnam.

El informe de Perspectivas sociales y del empleo en Asia y el Pacifico: Promover el trabajo decente para el desarrollo sostenible (APESO) identifica los desafíos del mercado laboral de la región más poblada del mundo. Durante el 2020 la tasa de desempleo de la región permaneció en el 4,1%. Sin embargo, uno de cada cuatro trabajadores (446 millones de trabajadores) viven en pobreza extrema o moderada desde 2017, y alrededor de 930 millones de personas contaban con un empleo vulnerable.
La principal autora del informe, Sara Elder, declara que los altos índices de empleo ocultan los déficits de trabajo decente, pues muchas personas siguen sin tener otra opción más que aceptar empleos con malas condiciones de trabajo y cultura laboral, que muchas veces no generan ingresos estables. (En Asia y el Pacífico, los déficits persistentes de trabajo decente empaña el crecimiento en la región, según la OIT, 2018).
- Alrededor de 1200 millones de hombres y 700 millones de mujeres representaban el 60% de la fuerza laboral del mundo en 2017.
- El 48,6% de todos estos trabajadores pertenecen a las categorías vulnerables de empleo.
- Casi el 88% de la población del continente tiene un empleo informal.
- En aquellos trabajos mal remunerados, se trabaja más de 48 horas a la semana, llevando a Asia como el país más alto del mundo en este apartado.
- La tasa de desempleo juvenil aumentó 12,6% en los últimos años.

La tasa del desempleo mide el porcentaje de la población que se encuentra en edad laboral, es decir, que no dispone de empleo pero está disponible y buscando, de acuerdo con la OIT. Estos datos se expresan como la fuerza laboral de un país.
Para países asiáticos como China, la mayor fuerza laboral del mundo, las estadísticas confirman que su economía sigue en desaceleración. Sin embargo, la nación no se encuentra entre los 10 países con mayor índice de desempleo, se encuentra en uno de los niveles más bajos a nivel mundial, con un índice de 4,7%.Gestión de los riesgos de desempleo en Asia y el Pacífico. (2022, 24 agosto).